# Liste de réacteurs nucléaires en construction

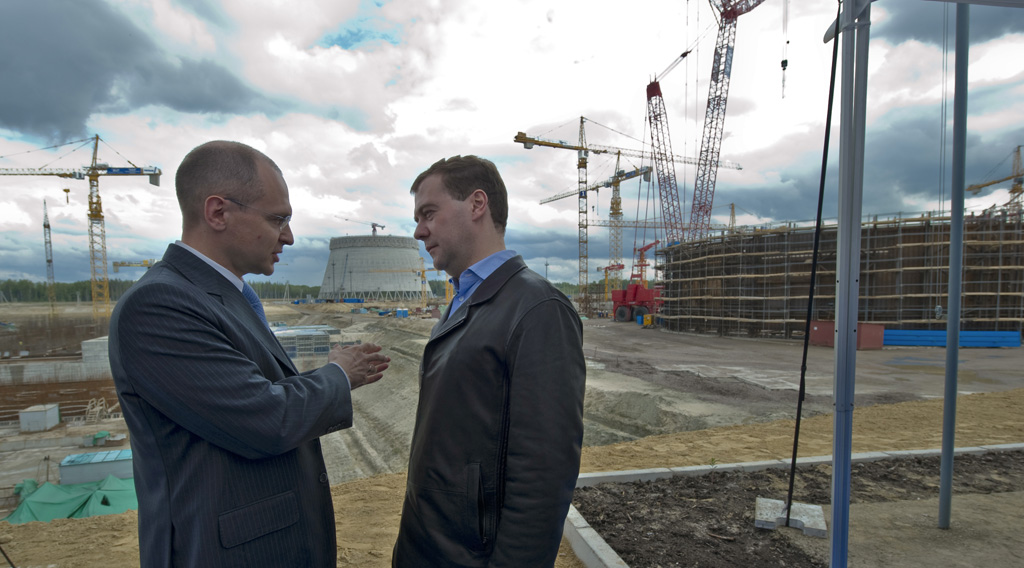
Le président russe Dmitri Medvedev devant le chantier de la centrale de Leningrad II

Liste des réacteurs nucléaires électrogènes en construction hors réacteurs de recherche et réacteurs militaires (notamment pour les sous-marins et porte-avions nucléaires).

## Conventions
Le glossaire de l'AIEA définit les dates de début et de fin de construction :
- bien que l'ouverture effective du chantier puisse avoir lieu quelques années en amont, la date de début de construction retenue par l’AIEA, est la date du coulage des fondations ou radier du bâtiment réacteur ou celle de la construction de la plateforme pour les centrales flottantes.

- de même l’AIEA considère la date de premier couplage au réseau comme étant celle de fin de construction. Le réacteur nucléaire électrogène est alors considéré comme « opérationnel » bien que sa mise en service industriel n’ait pas encore été prononcée[1].

## Tableau
En mars 2024, l’AIEA dénombre 58 réacteurs nucléaires électrogènes en construction,.
| Pays                | Réacteur          | Puissance brute (sortie alternateur) | Fournisseur             | Début de construction | Notes                                              |
| ------------------- | ----------------- | ------------------------------------ | ----------------------- | --------------------- | -------------------------------------------------- |
| Argentine           | Carem25 (Atucha)  | 29 MWe                               | INVAP                   | 2014                  |                                                    |
| Bangladesh          | Rooppur-1         | 1 200 MWe                            | Atomstroyexport         | 2017                  |                                                    |
| Bangladesh          | Rooppur-2         | 1 200 MWe                            | Atomstroyexport         | 2018                  |                                                    |
| Brésil              | Angra-3           | 1 405 MWe                            | Framatome (ex-Areva NP) | 1984                  | Commencée initialement par Siemens/Kraftwerk Union |
| Chine continentale  | Changjiang-3      | 1 197 MWe                            |                         | 2021                  |                                                    |
| Chine continentale  | Changjiang-4      | 1 200 MWe                            |                         | 28 décembre 2021      |                                                    |
| Chine continentale  | Fangchenggang-3   | 1 180 MWe                            | GFNPC                   | 2015                  |                                                    |
| Chine continentale  | Fangchenggang-4   | 1 180 MWe                            | GFNPC                   | 2016                  |                                                    |
| Chine continentale  | Haiyang-3         | 1 253 MWe                            |                         | 7 juillet 2022        |                                                    |
| Chine continentale  | Linglong-1        | 125 MWe                              |                         | 13 juillet 2021       |                                                    |
| Chine continentale  | Sanaocun-1        | 1 210 MWe                            |                         | 2020                  |                                                    |
| Chine continentale  | Sanaocun-2        | 1 210 MWe                            |                         | 30 décembre 2021      |                                                    |
| Chine continentale  | Sanmen-3          | 1 251 MWe                            |                         | 28 juin 2022          |                                                    |
| Chine continentale  | Taipingling-1     | 1 200 MWe                            |                         | 2019                  |                                                    |
| Chine continentale  | Taipingling-2     | 1 202 MWe                            |                         | 2020                  |                                                    |
| Chine continentale  | Tianwan-7         | 1 265 MWe                            |                         | 2016                  |                                                    |
| Chine continentale  | Tianwan-8         | 1 265 MWe                            |                         | 25 février 2022       |                                                    |
| Chine continentale  | Xiapu-1           | 682 MWe                              |                         | 2017                  |                                                    |
| Chine continentale  | Xudabao-3         | 1 274 MWe                            |                         | 28 juillet 2021       |                                                    |
| Chine continentale  | Xudabao-4         | 1 274 MWe                            |                         | 19 mai 2022           |                                                    |
| Chine continentale  | Zhangzhou-1       | 1 212 MWe                            |                         | 2019                  |                                                    |
| Chine continentale  | Zhangzhou-2       | 1 212 MWe                            |                         | 2020                  |                                                    |
| Chine Taiwan        | Lungmen-1         | 1 350 MWe                            |                         | 1999                  | Chantier suspendu depuis 2013                      |
| Chine Taiwan        | Lungmen-2         | 1 350 MWe                            |                         | 1999                  | Chantier suspendu depuis 2013                      |
| Corée du Sud        | Shin-Hanul-2      | 1 400 MWe                            | KEPCO                   | 2013                  |                                                    |
| Corée du Sud        | Shin-Kori-5       | 1 400 MWe                            | KEPCO                   | 2017                  |                                                    |
| Corée du Sud        | Shin-Kori-6       | 1 400 MWe                            | KEPCO                   | 2018                  |                                                    |
| Émirats arabes unis | Barakah-4         | 1 400 MWe                            | KEPCO                   | 2015                  |                                                    |
| États-Unis          | Vogtle-3          | 1 250 MWe                            | Westinghouse            | 2013                  |                                                    |
| États-Unis          | Vogtle-4          | 1 250 MWe                            | Westinghouse            | 2013                  |                                                    |
| Inde                | Kakrapar-4        | 700 MWe                              | NPCIL                   | 2010                  |                                                    |
| Inde                | Kudankulam-3      | 1 000 MWe                            | NPCIL                   | 2017                  |                                                    |
| Inde                | Kudankulam-4      | 1 000 MWe                            | NPCIL                   | 2017                  |                                                    |
| Inde                | Kudankulam-5      | 1 000 MWe                            |                         | 2021                  |                                                    |
| Inde                | Kudankulam-6      | 1 000 MWe                            |                         | 2021                  |                                                    |
| Inde                | PFBR (Madras)     | 500 MWe                              | NPCIL                   | 2004                  |                                                    |
| Inde                | Rajasthan-7       | 700 MWe                              | NPCIL                   | 2011                  |                                                    |
| Inde                | Rajasthan-8       | 700 MWe                              | NPCIL                   | 2011                  |                                                    |
| Iran                | Bushehr-2         | 1 057 MWe                            |                         | 2019                  |                                                    |
| Japon               | Ohma              | 1 383 MWe                            | Hitachi-Toshiba         | 2010                  |                                                    |
| Japon               | Shimane-3         | 1 373 MWe                            | Hitachi-Toshiba         | 2007                  |                                                    |
| Royaume-Uni         | Hinkley point C-1 | 1 720 MWe                            | Framatome               | 2019                  |                                                    |
| Royaume-Uni         | Hinkley point C-2 | 1 720 MWe                            | Framatome               | 2018                  |                                                    |
| Russie              | Baltic-1          | 1 194 MWe                            | Rosenergoatom           | 2012                  |                                                    |
| Russie              | Brest-OD-300      | 320 MWe                              |                         | 8 juin 2021           |                                                    |
| Russie              | Kursk 2-1         | 1 255 MWe                            | Rosenergoatom           | 2018                  |                                                    |
| Russie              | Kursk 2-2         | 1 255 MWe                            | Rosenergoatom           | 2018                  |                                                    |
| Slovaquie           | Mochovce-4        | 471 MWe                              | Atomstroyexport         | 1987                  |                                                    |
| Turquie             | Akkuyu-1          | 1 200 MWe                            | Atomstroyexport         | 2018                  |                                                    |
| Turquie             | Akkuyu-2          | 1 200 MWe                            | Atomstroyexport         | 2020                  |                                                    |
| Turquie             | Akkuyu-3          | 1 200 MWe                            | Atomstroyexport         | 2021                  |                                                    |
| Turquie             | Akkuyu-4          | 1 200 MWe                            | Atomstroyexport         | 21 juillet 2022       |                                                    |
| Ukraine             | Khmelnitski-3     | 1 089 MWe                            | Atomstroyexport         | 1986                  | Construction stoppée en 1990                       |
| Ukraine             | Khmelnitski-4     | 1 089 MWe                            | Atomstroyexport         | 1987                  | Construction stoppée en 1990                       |